# Syn-プロパンチアール-S-オキシド
syn-プロパンチアール-S-オキシド（syn-propanethial S-oxide）は、タマネギを切ったとき、涙の原因となる揮発性のガス（催涙ガス）である。
タマネギをスライスして細胞を破壊すると、アリナーゼと呼ばれる酵素によってスルホキシドアミノ酸が分解され、スルフェン酸が生成する。生じた1-プロペンスルフェン酸は、催涙因子合成酵素 (lachrymatory factor synthase; LFS) により即座にsyn-プロパンチアール-S-オキシドに変換される。
スルフェン酸は自発的にsyn-プロパンチアール-S-オキシドになるとされていたが、異説もある。